# Bohema (album Gedza)
Bohema – piąty album studyjny polskiego rapera Gedza. Wydawnictwo ukazało się 6 września 2019 za pośrednictwem wytwórni muzycznej NNJL w dystrybucji Universal Music Polska.
Album jest utrzymany w stylu muzyki hip-hop. Składa się z wersji standardowej (1 CD).
Płyta dotarła do 3. miejsca polskiej listy sprzedaży – OLiS. Wydawnictwo uzyskało status platynowej płyty, przekraczając liczbę 30 tysięcy sprzedanych kopii. 

## Lista utworów
Opracowano na podstawie materiału źródłowego. 
| Bohema – Wersja standardowa | Bohema – Wersja standardowa  | Bohema – Wersja standardowa |
| Nr                          | Tytuł utworu                 | Długość                     |
| --------------------------- | ---------------------------- | --------------------------- |
| 1.                          | „Otchłań”                    | 3:12                        |
| 2.                          | „K-Pax”                      | 3:53                        |
| 3.                          | „Obc”                        | 3:35                        |
| 4.                          | „Reset”                      | 3:44                        |
| 5.                          | „Morfina”                    | 4:39                        |
| 6.                          | „Moma” (oraz Michał Graczyk) | 3:26                        |
| 7.                          | „Równowaga”                  | 4:23                        |
| 8.                          | „Bali”                       | 3:26                        |
| 9.                          | „Czarny kruk”                | 4:07                        |
| 10.                         | „Kosmita”                    | 3:20                        |
|                             |                              | 37:45                       |

## Pozycja na liście sprzedaży

### Pozycja na liście tygodniowej
| Kraj   | Lista (2019)  | Najwyższa pozycja |
| ------ | ------------- | ----------------- |
| Polska | OLiS – albumy | 3                 |

## Certyfikat
| Kraj          | Certyfikat      | Sprzedaż |
| ------------- | --------------- | -------- |
| Polska (ZPAV) | platynowa płyta | 30 000+  |